# Одераде
Одераде (њем. Odderade) општина је у њемачкој савезној држави Шлезвиг-Холштајн. Једно је од 115 општинских средишта округа Дитмаршен. Према процјени из 2010. у општини је живјело 320 становника. Посједује регионалну шифру (AGS) 1051083.

## Географски и демографски подаци
Одераде се налази у савезној држави Шлезвиг-Холштајн у округу Дитмаршен. Општина се налази на надморској висини од 21 метра. Површина општине износи 11,3 km². У самом мјесту је, према процјени из 2010. године, живјело 320 становника. Просјечна густина становништва износи 28 становника/km².